# Veitsaurach

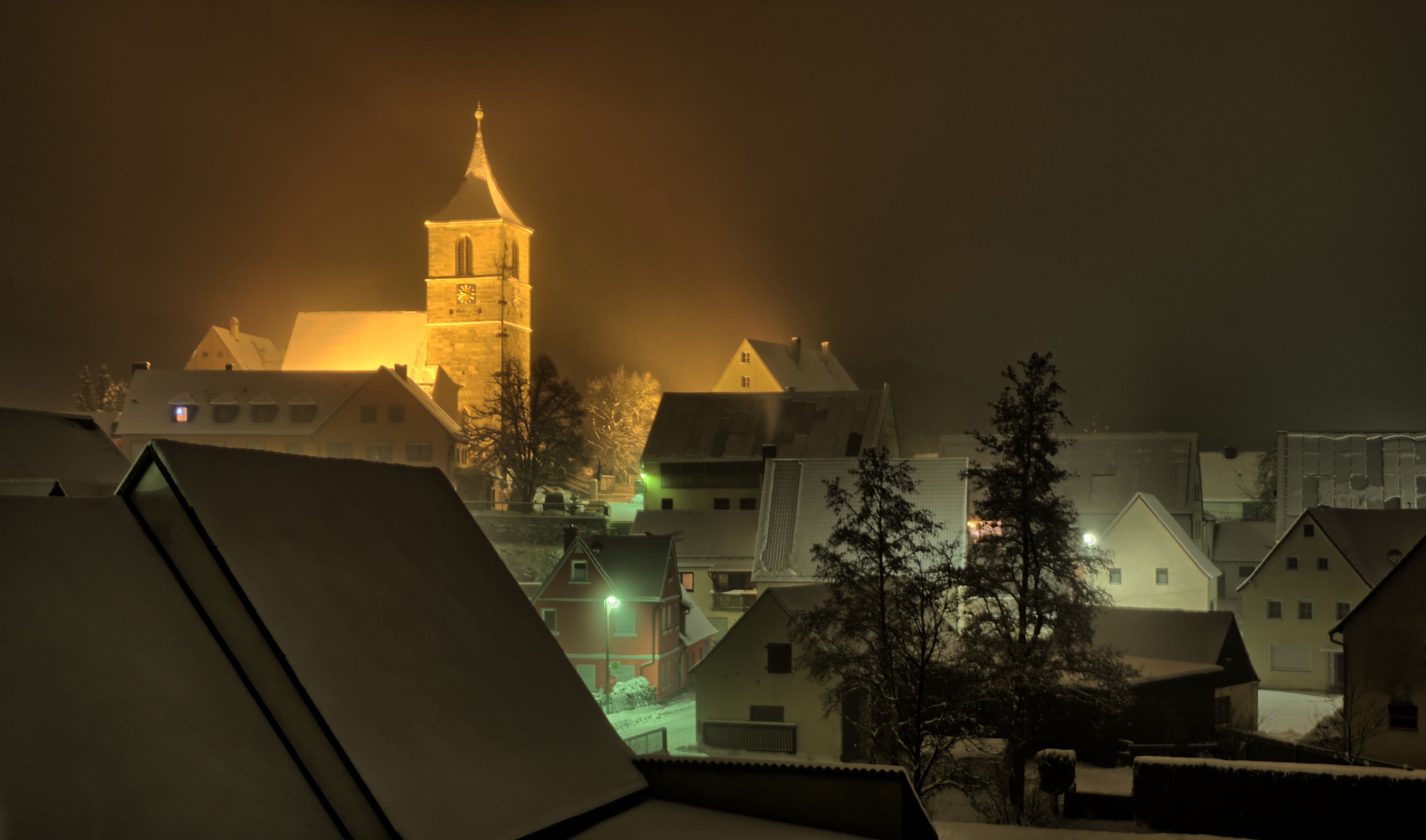
St.-Vitus-Kirche bei Nacht

Veitsaurach (fränkisch: Faits-aura) ist ein Gemeindeteil der Stadt Windsbach im Landkreis Ansbach (Mittelfranken, Bayern). Die Gemarkung Veitsaurach hat eine Fläche von 4,792 km². Sie ist in 814 Flurstücke aufgeteilt, die eine durchschnittliche Flurstücksfläche von 5886,57 m² haben. In ihr liegen neben dem namensgebenden Ort die Gemeindeteile Buckenmühle und Lanzendorf.

## Geografie
Das Pfarrdorf liegt im Tal der Aurach, in die links der Lanzenbach und Klingengraben münden. Nördlich des Ortes liegt der Weinberg (412 m ü. NHN), südlich der Schlossberg mit einem Burgstall.
Die Kreisstraße AN 17 führt über die Buckenmühle nach Rudelsdorf (2,1 km südöstlich) bzw. nach Bertholdsdorf (0,8 km westlich). Gemeindeverbindungsstraßen verlaufen nach Lanzendorf (1,1 km nördlich) und nach Kettersbach zur AN 15 (1,6 km südlich). Ein Wirtschaftsweg führt nach Suddersdorf zur AN 28 (1,6 km südwestlich).

## Geschichte
Der Ort wurde 1183/95 als „Urahe“ erstmals urkundlich erwähnt. Der Ortsname leitet sich vom Flussnamen Aurach ab. Zur Unterscheidung von vier gleichnamigen Orten in näherer Umgebung erhielt er den Zusatz des Kirchenpatrons, dem Heiligen Veit (erstmals 1364 als „Veiczawrach“ bezeugt).
1187 wurde von Bischof Otto von Eichstätt die auf einer Bergnase errichtete Kirche geweiht. Weltlicher Patron der Kirche war der Graf von Abenberg. Im Jahr 1193 erteilte das Kloster Heilsbronn Veitsaurach das Pfarrrecht.
Laut dem eichstättischen Salbuch (ca. 1300) unterstanden im Ort 7 Huben, 9 Lehen, 2 Widdemgüter, 2 Häuser und 1 Mühle dem Hochstift Eichstätt. Um 1400 gab 17 Untertansfamilien: 15 Höfe waren eichstättisch, 1 Hof gehörte dem Heilig-Geist-Spital der Reichsstadt Nürnberg und 1 Hof gehörte zur Ausstattung der Windsbacher Gottesruhkapelle St. Stephan. Für das Kollegiatstift St. Nikolaus zu Spalt wurden in den Salbüchern von 1380, 1517 und 1549 jeweils eine abgabenpflichtige Untertansfamilie in Veitsaurach angegeben.
Im 16-Punkte-Bericht des Oberamts Windsbach aus dem Jahr 1608 wurden für Veitsaurach 17 Mannschaften verzeichnet: 1 Gut unterstand dem Rat zu Windsbach, 5 Bauern und 10 Köbler dem eichstättischen Kastenamt Abenberg und 1 Bauer der Reichsstadt Nürnberg. Daneben gab es noch die Pfarrkirche und das Gemeindehirtenhaus. Das Hochgericht übte das brandenburg-ansbachische Kasten- und Stadtvogteiamt Windsbach aus. 1632 wurde der Ort im Dreißigjährigen Krieg durch die Schweden zerstört. Der Wiederaufbau begann erst ab 1655. Im Eichstätter Salbuch von 1671 wurden für Veitsaurach wieder 19 Untertansfamilien verzeichnet, wovon 17 dem Kastenamt Abenberg unterstanden, 1 dem Kastenamt Windsbach und 1 der Reichsstadt Nürnberg.
In der Amtsbeschreibung des Pflegamtes Lichtenau aus dem Jahr 1748 wurden für den Ort 13 Untertansfamilien angegeben, wovon eine dem Pflegamt unterstand und der Rest Fremdherren.
Gegen Ende des 18. Jahrhunderts gab es in Veitsaurach 25 Anwesen. Das Hochgericht übte das Kasten- und Stadtvogteiamt Windsbach aus, die Dorf- und Gemeindeherrschaft hatte das Kastenamt Abenberg. Grundherren waren das Kastenamt Abenberg (23 Anwesen: 4 Höfe, 1 Dreiviertelhof, 8 Güter, 2 Mühlen, 1 Tafernwirtschaft, 1 Gütlein mit Backgerechtigkeit, 6 Halbhäuser), das Spital- und Katharinenklosteramt der Reichsstadt Nürnberg (1 Fünfachtelhof) und das Kastenamt Windsbach (1 Gütlein). Neben den Anwesen gab es noch kommunale (Hirtenhaus) und kirchliche Gebäude (Pfarrhof, Pfarrkirche). Es gab zu dieser Zeit gab es 24 Untertansfamilien, von denen 1 ansbachisch war. Von 1797 bis 1808 unterstand der Ort dem Justiz- und Kammeramt Windsbach.
1806 kam Veitsaurach an das Königreich Bayern. Im Rahmen des Gemeindeedikts wurde Veitsaurach dem 1808 gebildeten Steuerdistrikt Bertholdsdorf und der 1810 gegründeten Ruralgemeinde Bertholdsdorf zugeordnet. Mit dem Zweiten Gemeindeedikt (1818) entstand die Ruralgemeinde Veitsaurach, zu der Buckenmühle und Lanzendorf gehörten. Sie war in Verwaltung und Gerichtsbarkeit dem Landgericht Heilsbronn zugeordnet und in der Finanzverwaltung dem Rentamt Windsbach. Von 1862 bis 1879 gehörte Veitsaurach zum Bezirksamt Heilsbronn, seit 1880 zum Bezirksamt Ansbach (1939 in Landkreis Ansbach umbenannt) und zum Rentamt Heilsbronn (1919–1929: Finanzamt Heilsbronn, seit 1929: Finanzamt Ansbach). Die Gerichtsbarkeit blieb beim Landgericht Heilsbronn (1879 in Amtsgericht Heilsbronn umbenannt), seit 1956 ist das Amtsgericht Ansbach zuständig. Die Gemeinde hatte 1964 eine Gebietsfläche von 4,806 km². Im Zuge der Gebietsreform in Bayern wurde Veitsaurach am 1. Januar 1978 nach Windsbach eingemeindet.

### Historisches Bildmaterial

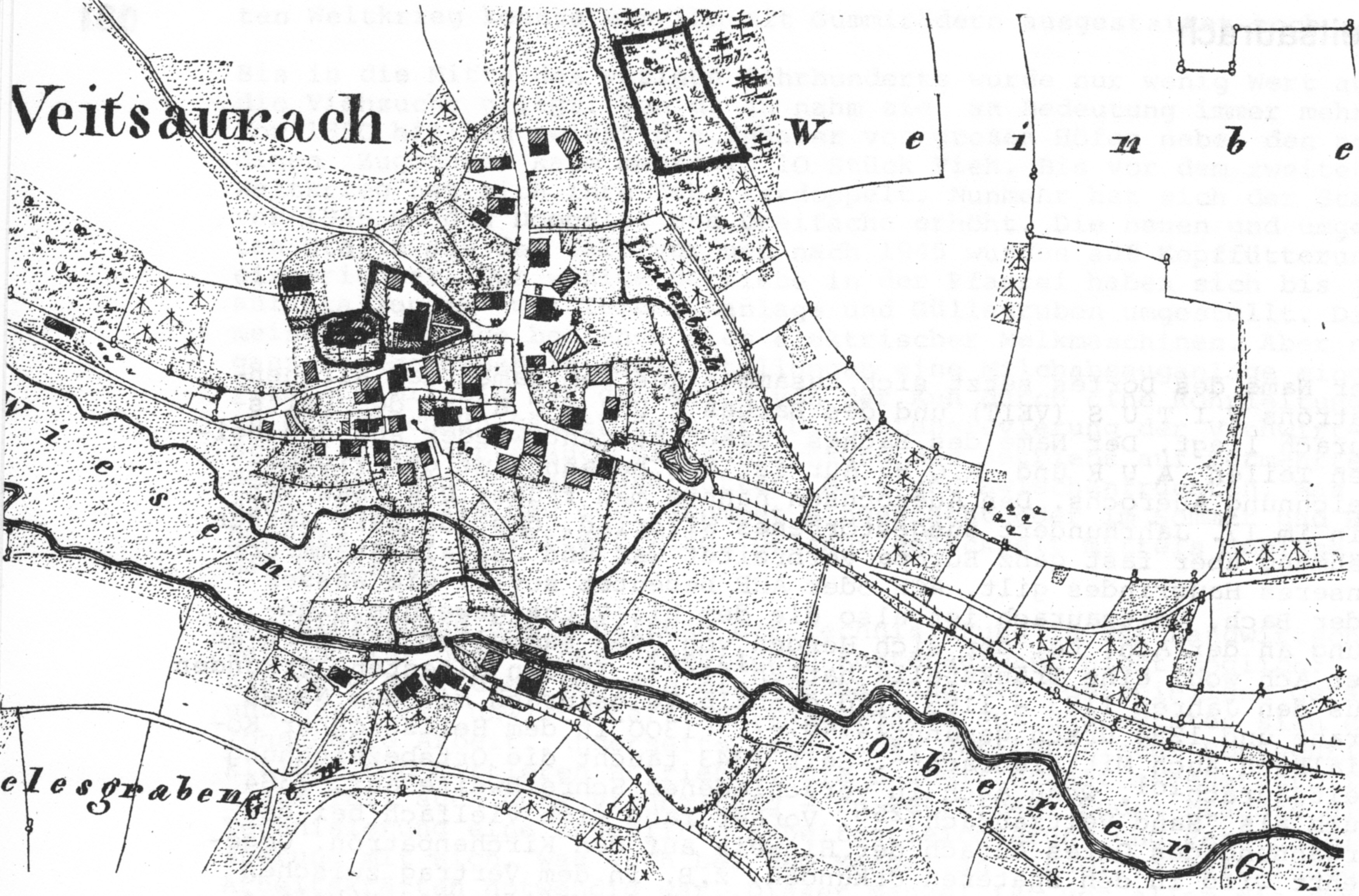
Karte Veitsaurach 1816
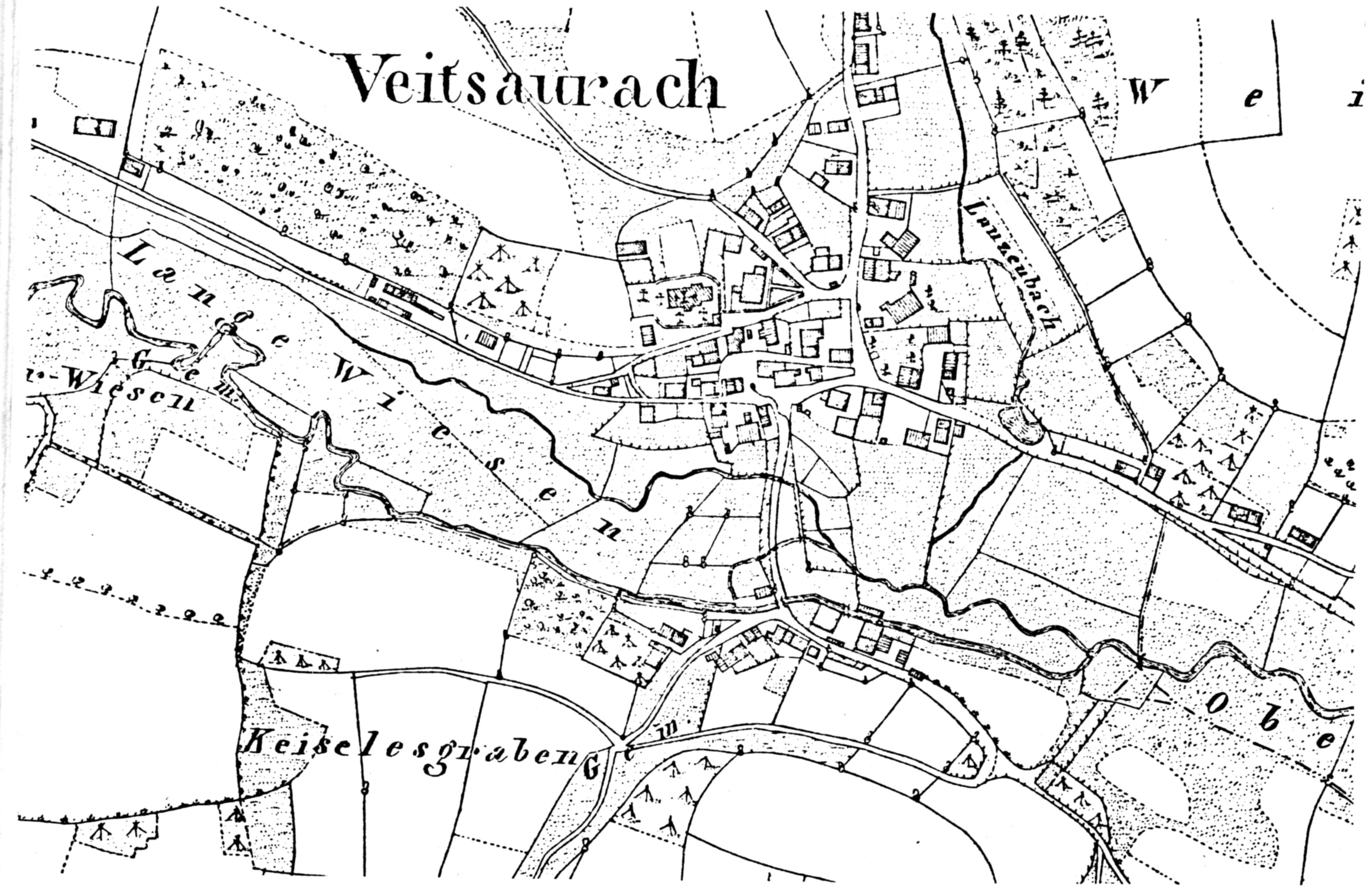
Karte Veitsaurach 1870
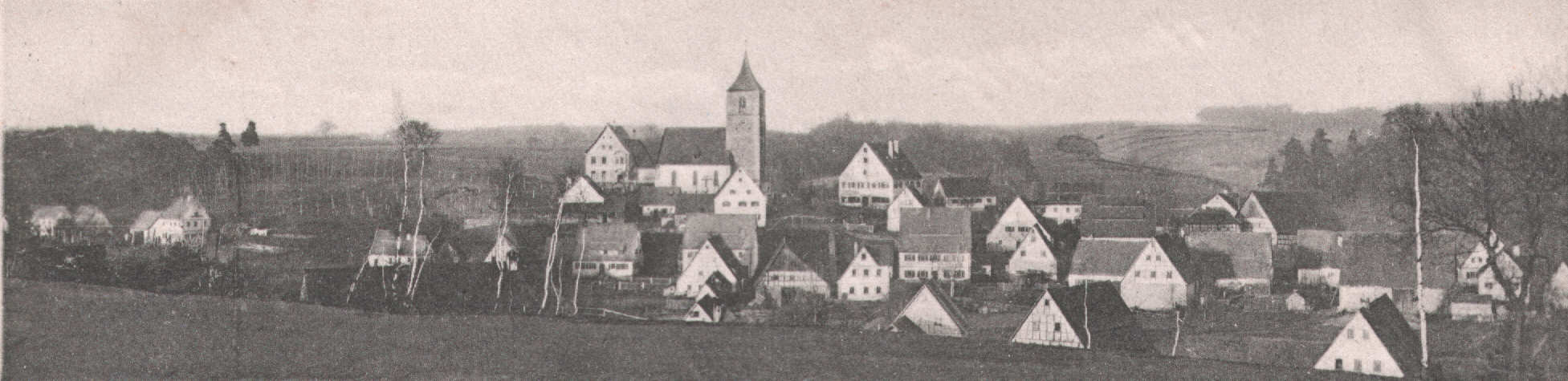
ca. 1911
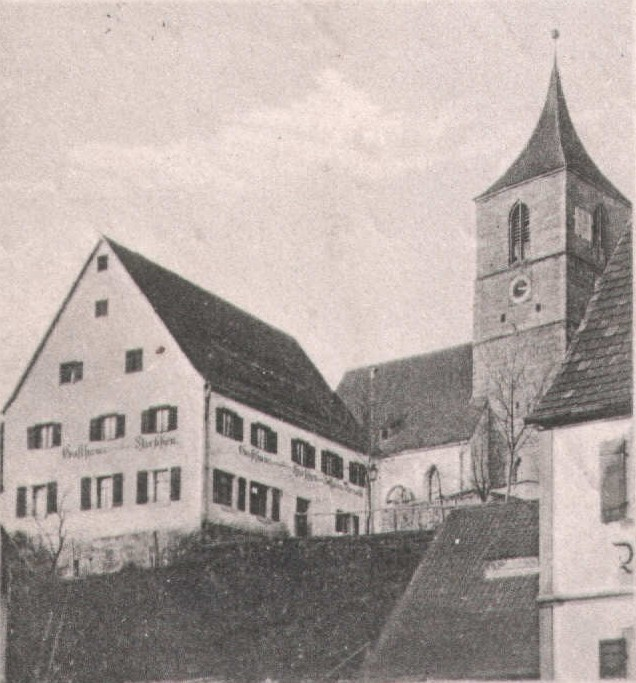
Gasthaus Arnold mit Kirche

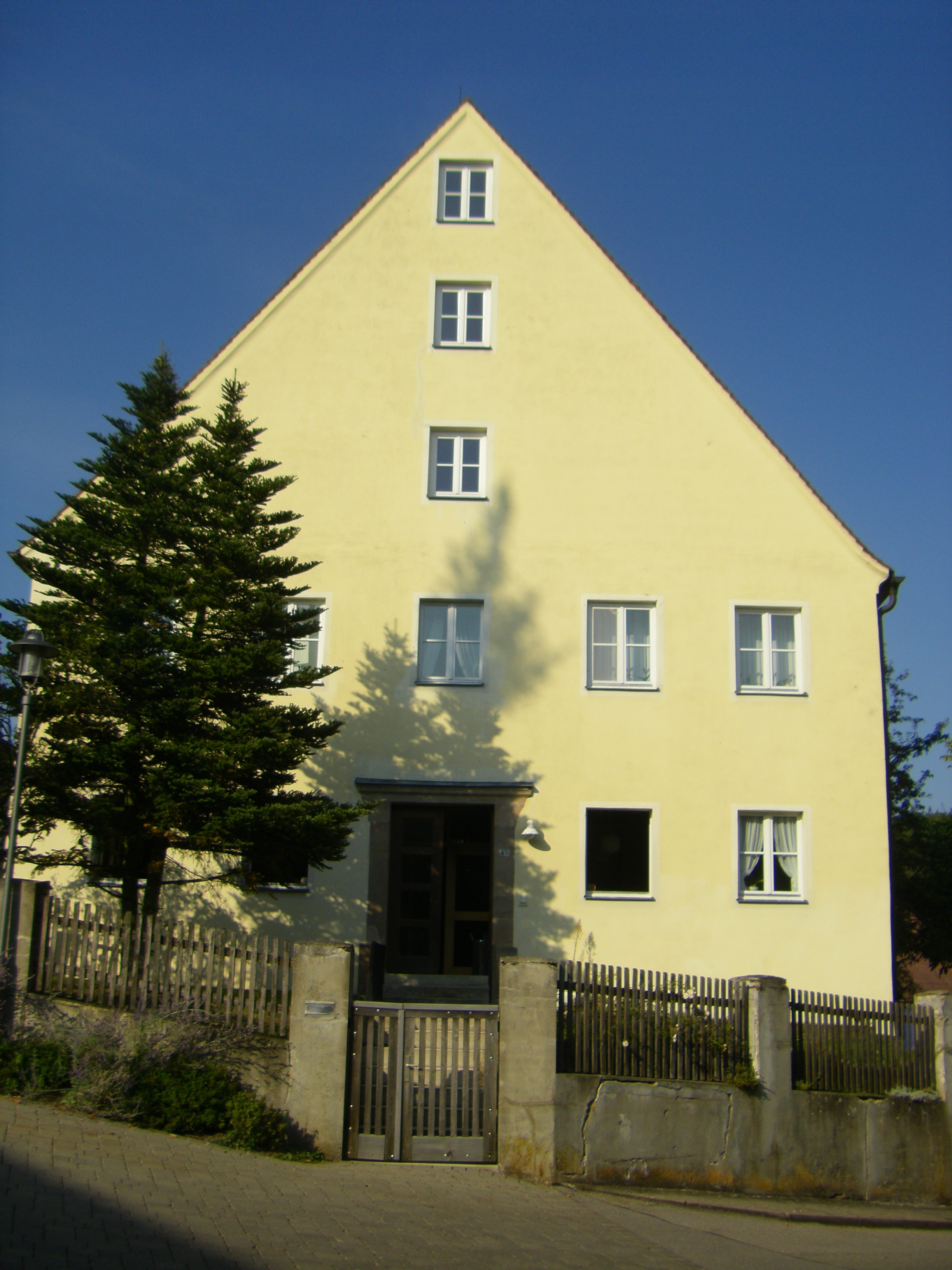
Pfarrhaus (um 1700)

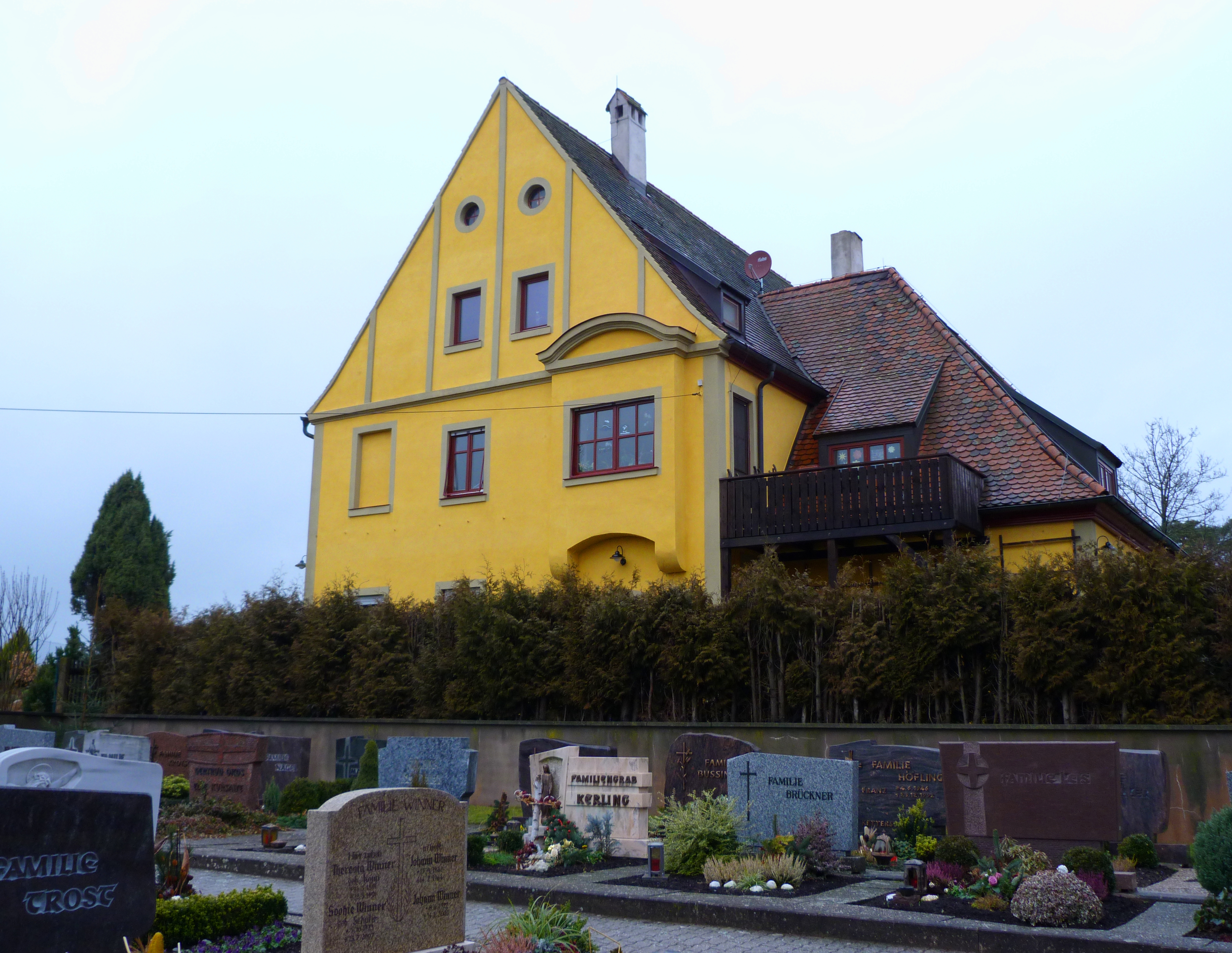
„Neues“ Schulhaus (um 1910)

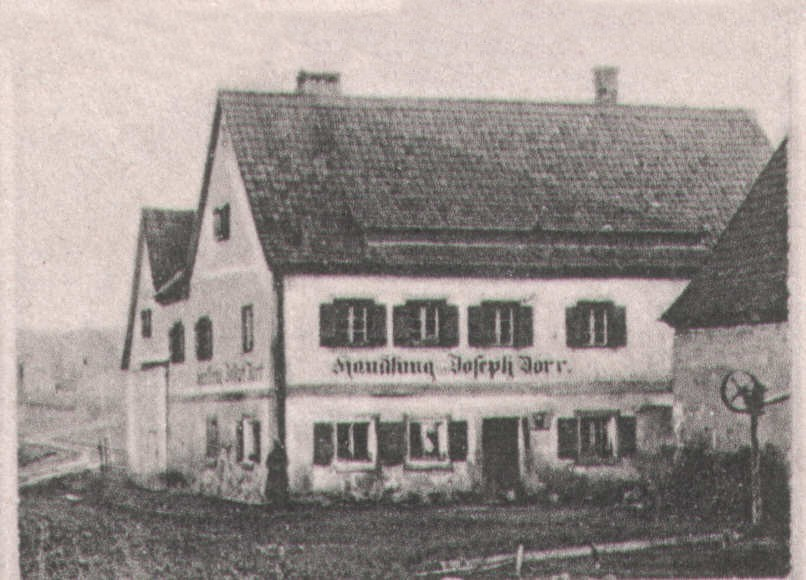
Handlung Joseph Dörr

### Historische Beschreibung
Im Geographischen statistisch-topographischen Lexikon von Franken (1804) wird der Ort folgendermaßen beschrieben:

### Baudenkmäler
- Katholische Pfarrkirche St. Vitus: Chorturmkirche, Turm bezeichnet 1512, Saalbau 1622, Umbau und Erweiterung des Langhauses in neugotischen Formen 1880; mit Ausstattung; Friedhof; Kirchhofbefestigung, im Kern mittelalterlich, mit Grabsteinen.[24]
- Pfarrhaus, zweigeschossiger massiver Satteldachbau, um 1700; Nebengebäude, Scheune, eingeschossiger Satteldachbau, Natursteinmauerwerk, mit Fachwerkgiebel, wohl um 1800.[24]

### Bodendenkmäler
In der Gemarkung Veitsaurach gibt es fünf Bodendenkmäler, darunter
- Siedlung vor- und frühgeschichtlicher Zeitstellung im Luftbild, ca. 500 m nördlich der Veitskirche[24]

### Bürgermeister
- 1818–1821 Anton Arnold
- 1821–1827 Adam Disterer
- 1827–1828 Franz Anton Wurn
- 1828–1833 Joseph Disterer
- 1833–1836 Johann Kaspar Disterer
- 1836–1854 Kaspar Wieler
- 1854–1882 Georg Disterer
- 1882–1890 Georg Schmidt
- 1890–1906 Joseph Endres
- 1906–1930 Johann Schmidt
- 1930–1945 Johann Domeier
- 1945–1946 Johann Arnold (bestellt von der amerikanischen Militärregierung)
- 1946–1960 Josef Dörr
- 1960–1964 Hans Hoffmann (Lehrer)
- 1964–1978 Johann Georg Disterer

### Einwohnerentwicklung
Gemeinde Veitsaurach
| Jahr      | 1818   | 1840   | 1852   | 1855   | 1861   | 1867   | 1871   | 1875   | 1880   | 1885   | 1890   | 1895   | 1900   | 1905   | 1910   | 1919   | 1925   | 1933   | 1939   | 1946   | 1950   | 1952   | 1961   | 1970   |
| Einwohner | 227    | 287    | 314    | 317    | 336    | 349    | 372    | 360    | 369    | 354    | 340    | 370    | 368    | 379    | 358    | 352    | 351    | 333    | 321    | 481    | 396    | 401    | 382    | 382    |
| Häuser    | 47     | 51     |        |        |        |        | 64     |        |        | 66     |        |        | 64     |        |        |        | 64     |        |        |        | 69     |        | 73     |        |
| Quelle    | [ 26 ] | [ 27 ] | [ 28 ] | [ 28 ] | [ 29 ] | [ 30 ] | [ 31 ] | [ 32 ] | [ 33 ] | [ 34 ] | [ 35 ] | [ 35 ] | [ 36 ] | [ 35 ] | [ 35 ] | [ 35 ] | [ 37 ] | [ 35 ] | [ 35 ] | [ 35 ] | [ 38 ] | [ 35 ] | [ 20 ] | [ 39 ] |

Ort Veitsaurach
| Jahr      | 001800 | 001818 | 001840 | 001861 | 001871 | 001885 | 001900 | 001925 | 001950 | 001961 | 001970 | 001987 |
| Einwohner | 138    | 151    | 192    | 212    | 236    | 213    | 239    | 241    | 277    | 274    | 279    | 270    |
| Häuser    |        | 33     | 35     |        |        | 44     | 43     | 45     | 48     | 53     |        | 72     |
| Quelle    | [ 40 ] | [ 26 ] | [ 27 ] | [ 29 ] | [ 31 ] | [ 34 ] | [ 36 ] | [ 37 ] | [ 38 ] | [ 20 ] | [ 39 ] | [ 1 ]  |

## Religion
Der Ort ist römisch-katholisch geprägt und Sitz der Pfarrei St. Vitus. Die Einwohner evangelisch-lutherischer Konfession sind nach St. Georg (Bertholdsdorf) gepfarrt.

## Wirtschaft
- Bau- und Möbelschreinerei
- Bauunternehmen
- Entwicklung & Konstruktion
- Fenster, Türen und Bauelemente
- Formenbau
- Heilpraxis
- Metallbau, CNC-Bearbeitung
- Kunststoff-Spritzgießerei

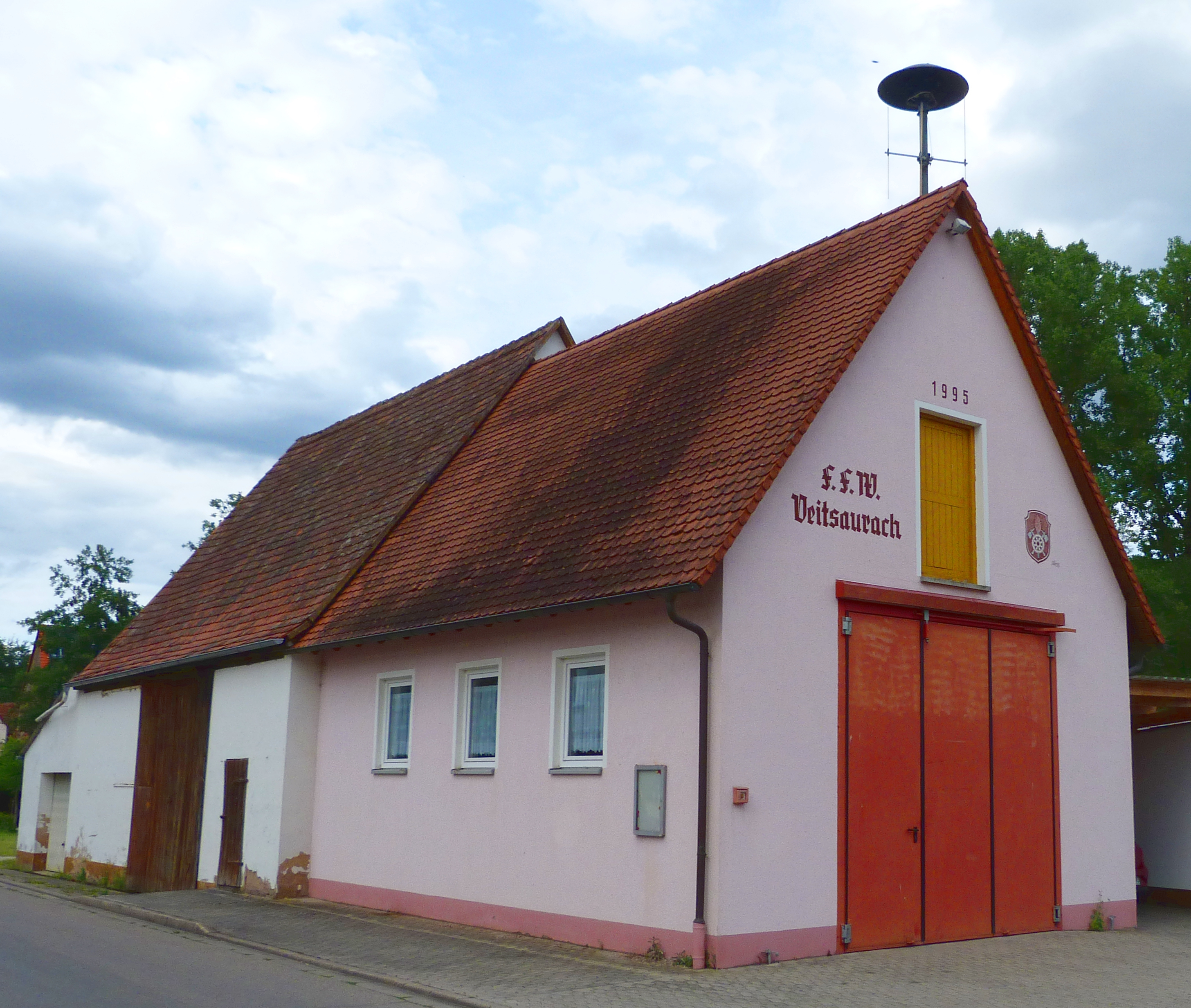
Feuerwehrhaus

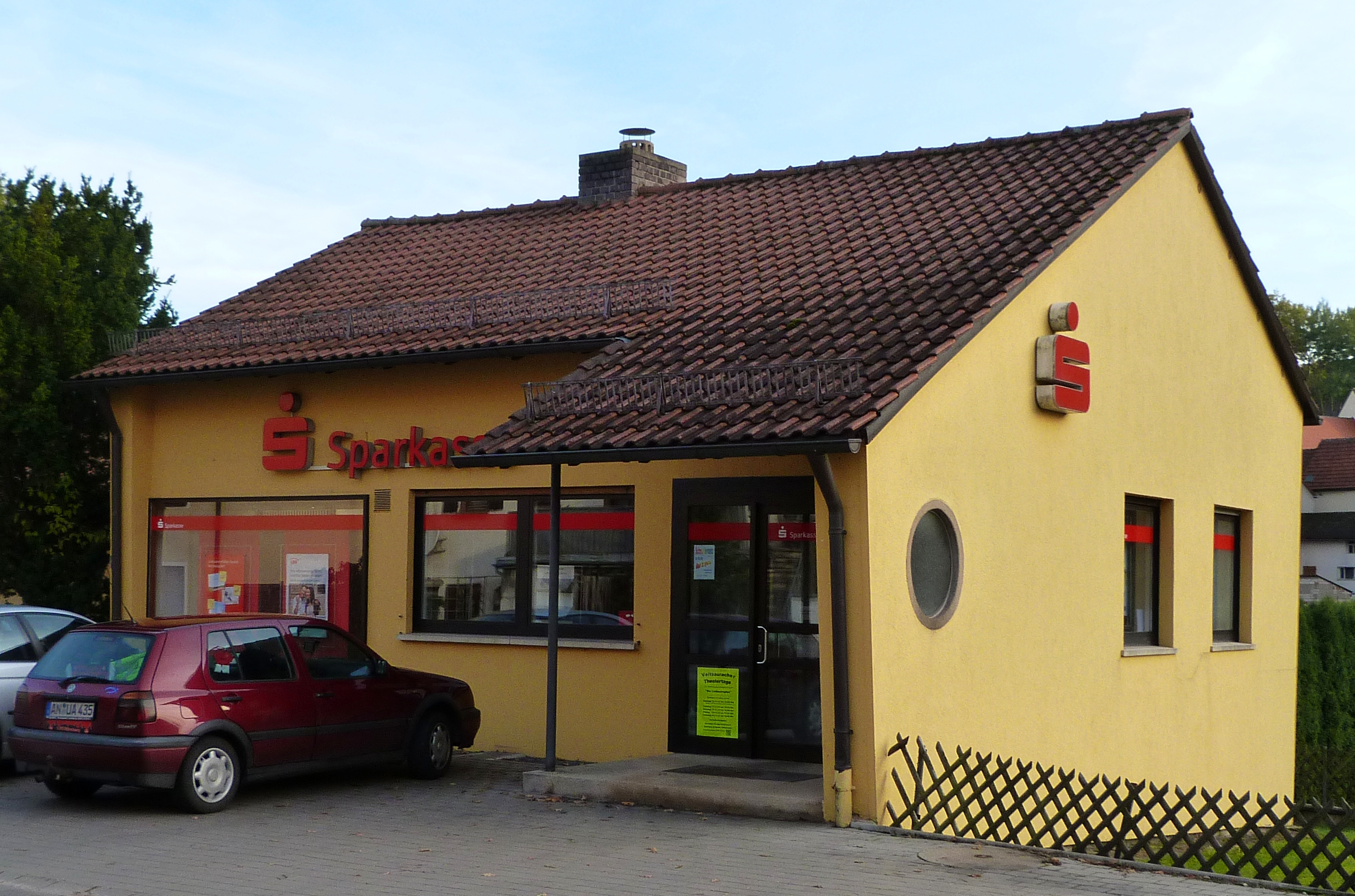
Sparkassen-Filiale

- Sparkassen-Filiale bis Ende März 2019
- Versicherungsbüro

## Bildung und Kultur

### Öffentliche Einrichtungen
Es gibt eine städtische Kindertagesstätte. Die katholische öffentliche Bücherei wurde Ende 2014 geschlossen.

### Freizeit
Viele Rad- und Wanderwege führen durch Veitsaurach oder sind in der Nähe: Der Kloster-, Kirchen- und Kartoffelradweg, die Fernwanderwege Hopfenweg und Parzifal-Weg. In der Nachbargemeinde Kammerstein gibt es im Staatsforst Heidenberg den Sagenwanderweg.

### Vereine

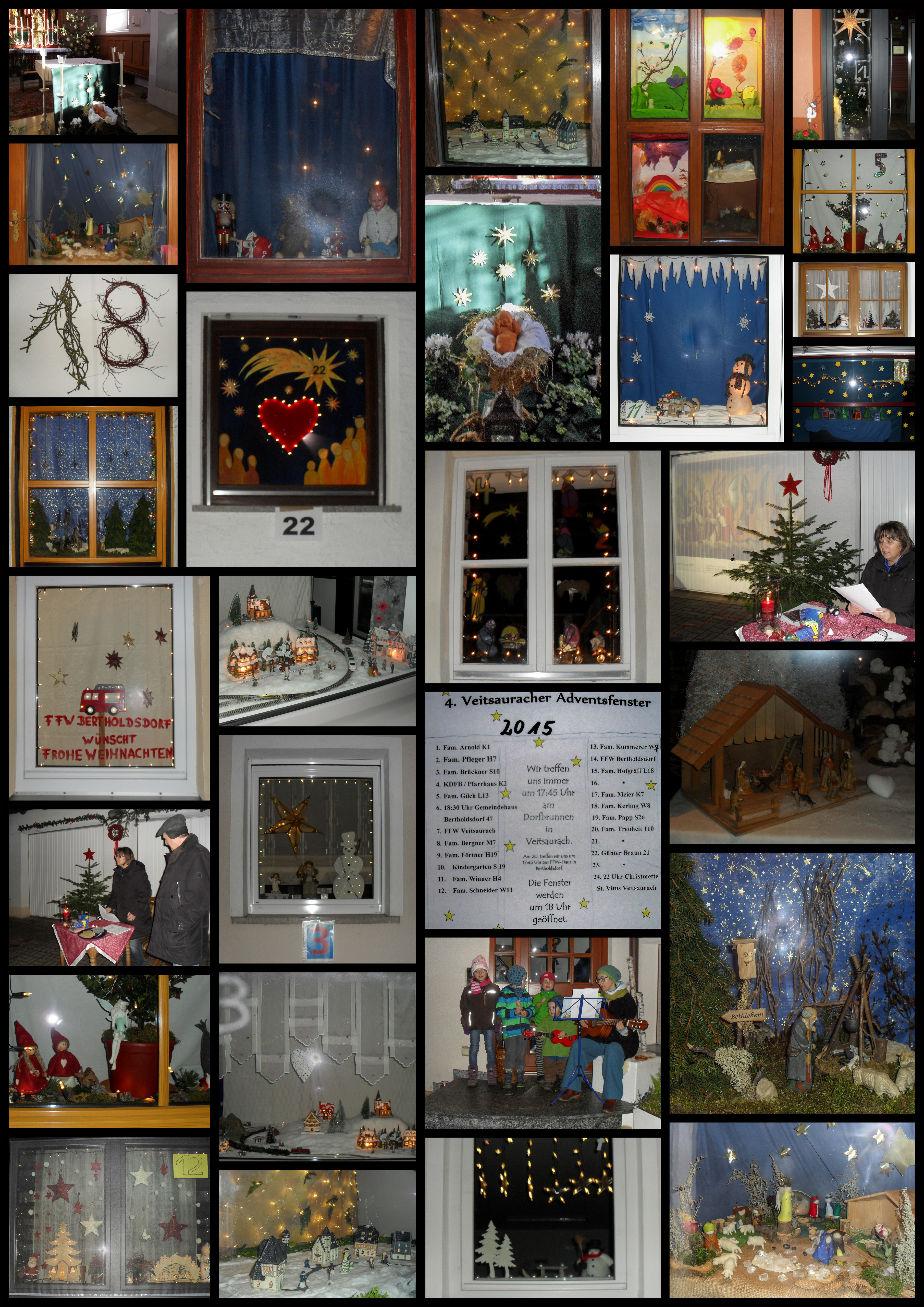
Adventstreffen

- Bauwong Veitsaurach (gegründet 2020)
- Freiwillige Feuerwehr Veitsaurach (gegründet am 3. Dezember 1895)
- DJK Veitsaurach (gegründet am 26. Januar 1958) (Fußball Herren, Fußball Damen, Fußball AH, Fußball Jugend, Gymnastik)
- Schnupferverein
- Theatergruppe Veitsaurach
- Kerwaboum und -madli Veitsaurach (neu gegründet 1994)
- Katholischer Frauenbund

### Regelmäßige Veranstaltungen
- DJK-Faschingsball im Landgasthof Schwarz (Faschingszeit)
- Pfarrfest (Christi Himmelfahrt)
- Veitskerwa am DJK-Sportgelände (drittes Juni-Wochenende)
- Johannisfeuer am DJK-Sportgelände (Freitag nach Johannistag)
- Familienwochenende am DJK-Sportgelände (drittes Juli-Wochenende)
- Kirchweihschießen (Anfang Oktober)
- Allerweltskerwa im Gasthaus Arnold (dritter Sonntag im Oktober)
- Aufführungen der Theatergruppe Veitsaurach im Landgasthof Schwarz (Mitte November)
- Alle 2 Jahre finden im Dezember die Veitsauracher Adventsfenster statt. Beim gemütlichen zusammen sein werden an 23 Abenden die geschmückten Adventsfenstern der jeweiligen Gastgeber bewundert. Am 24. Dezember wird das Adventsfenster immer in der Kirche „geöffnet“.

## Söhne und Töchter des Ortes
- Franz Jakob (* 17. November 1891 in Veitsaurach; † 10. September 1965 in Ingolstadt), deutscher Politiker.

## Bilder

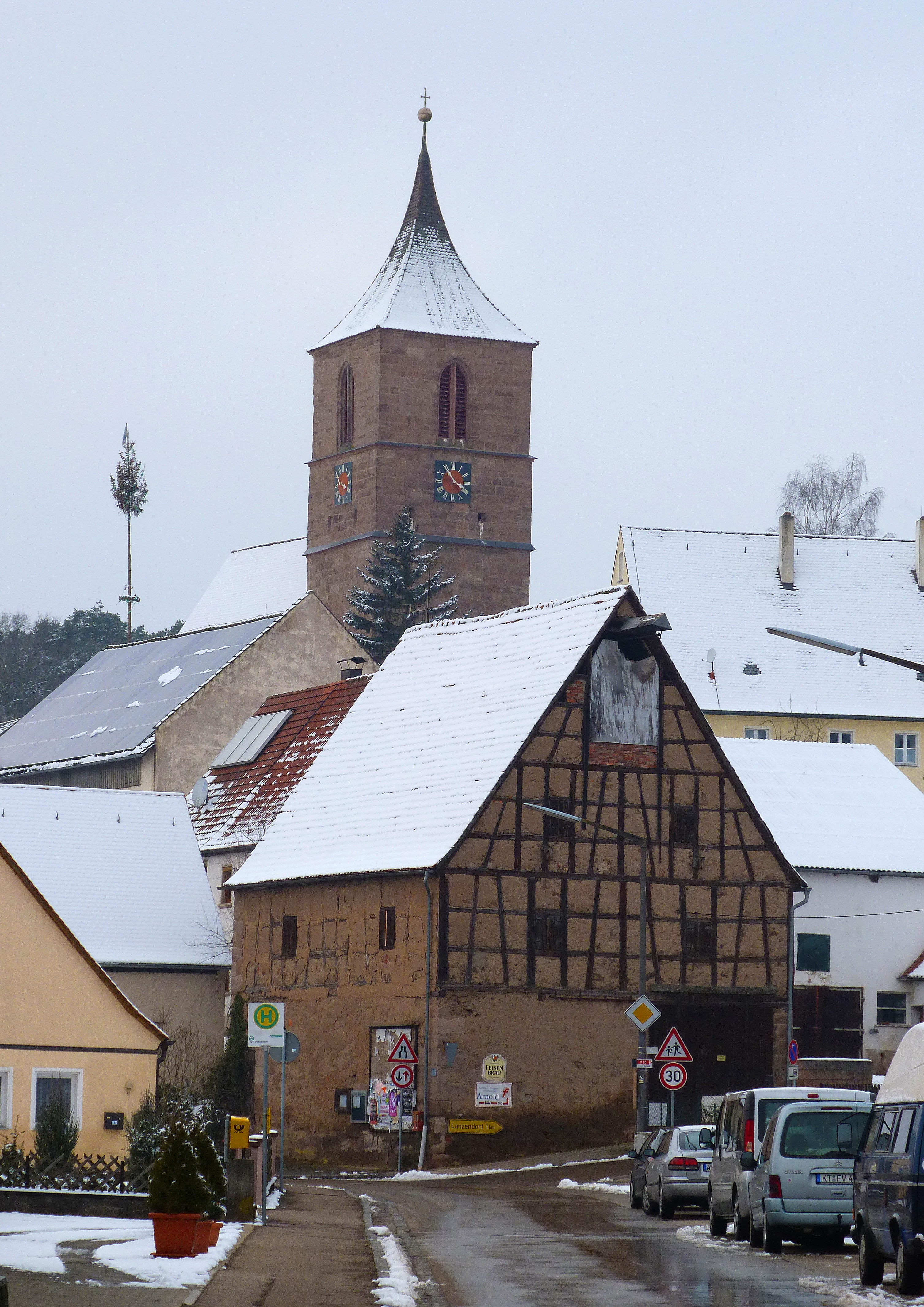
Veitsaurach mit St. Vitus-Kirche
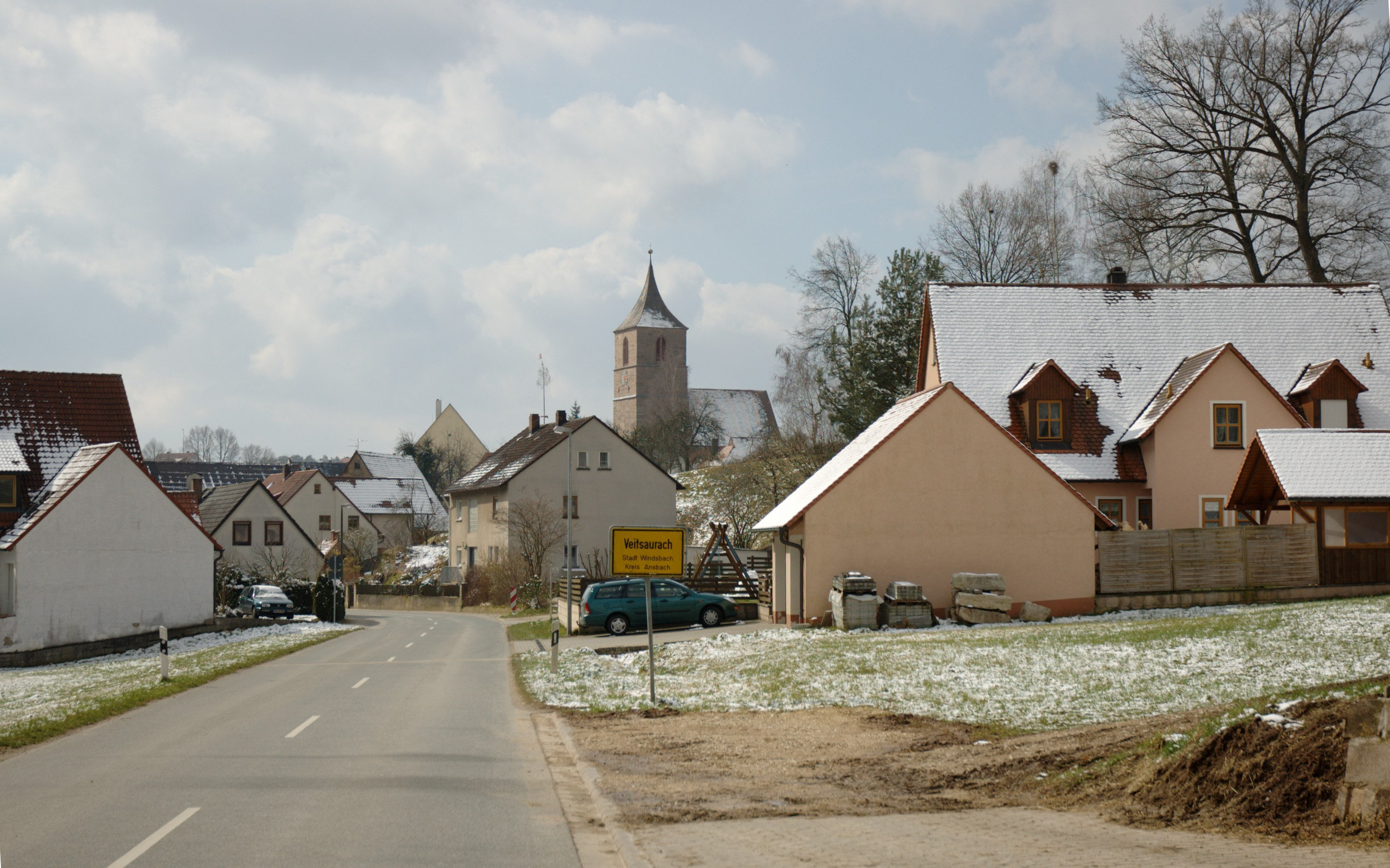
Ortseinfahrt, von Lanzendorf kommend
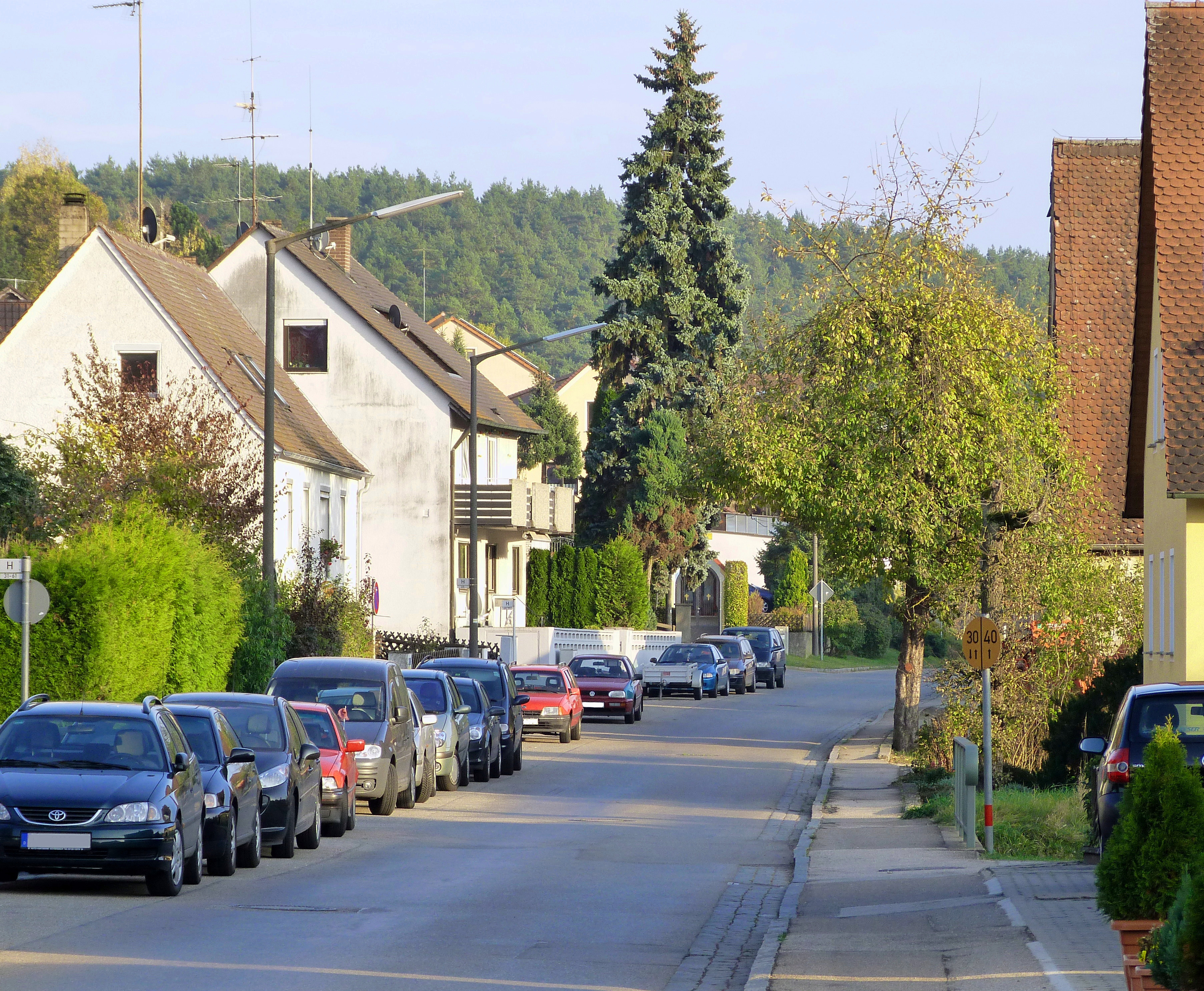
Veitsaurach  Richtung Rudelsdorf
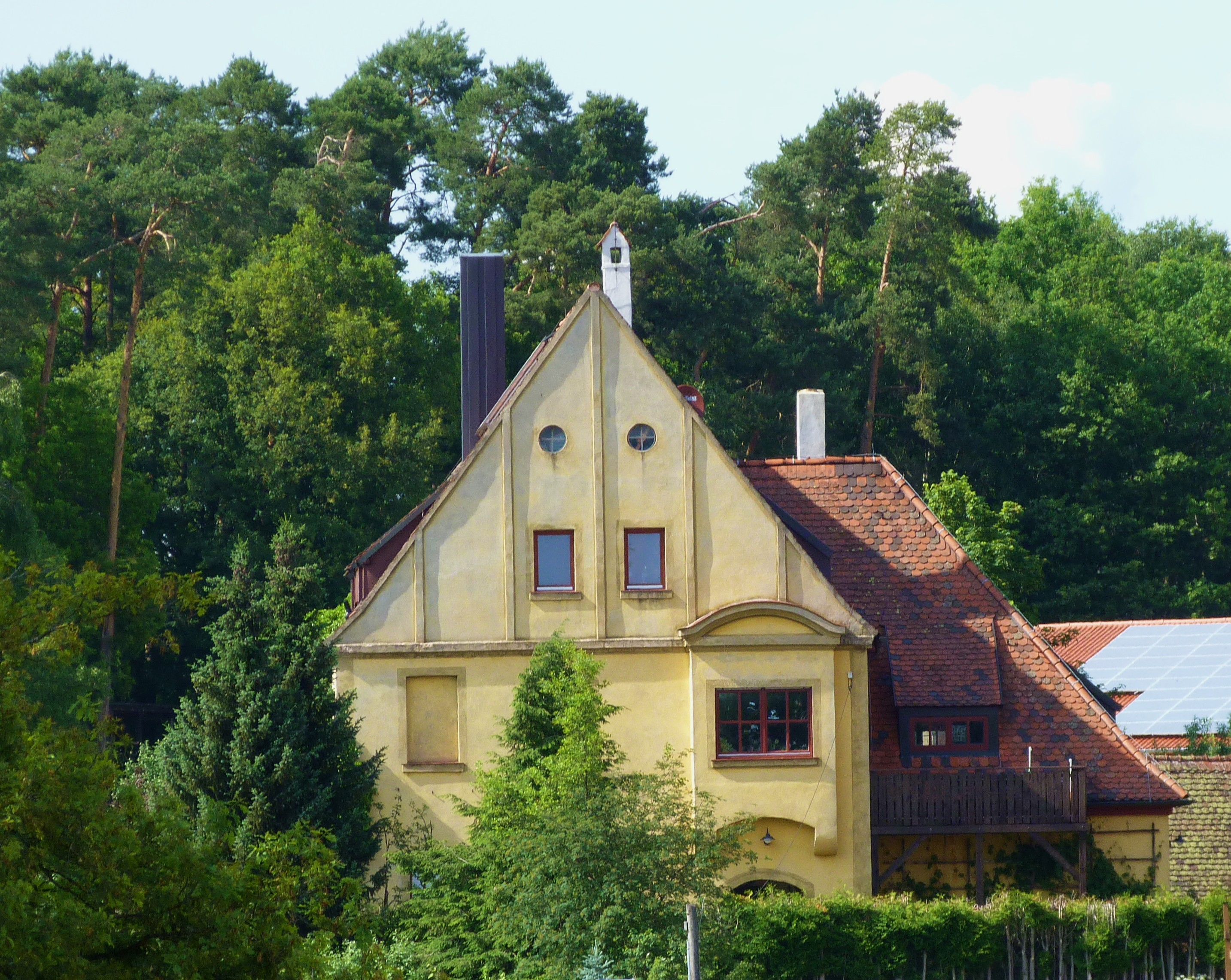
„Neues“ Schulhaus (um 1910)
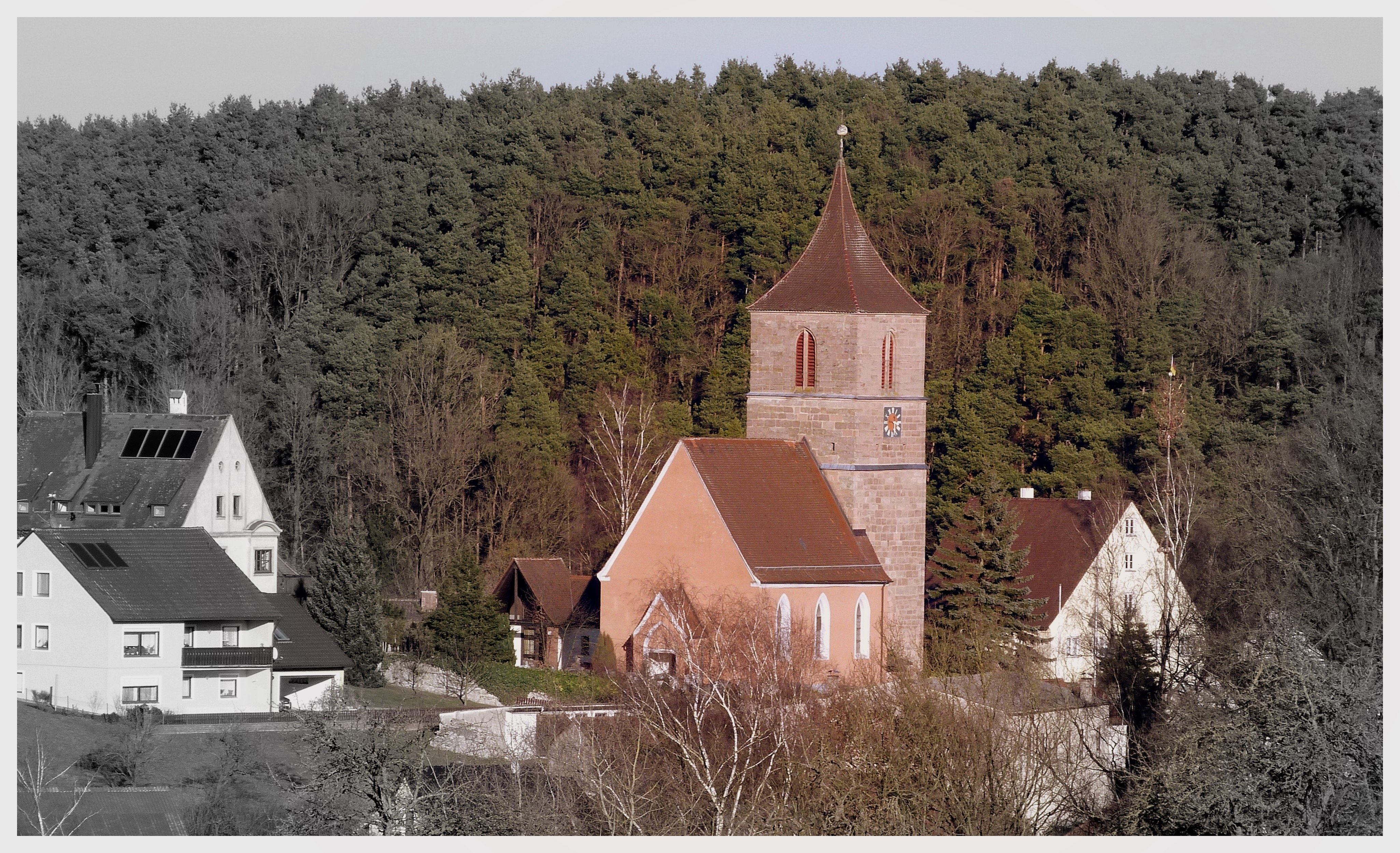
Blick von Bertholdsdorf
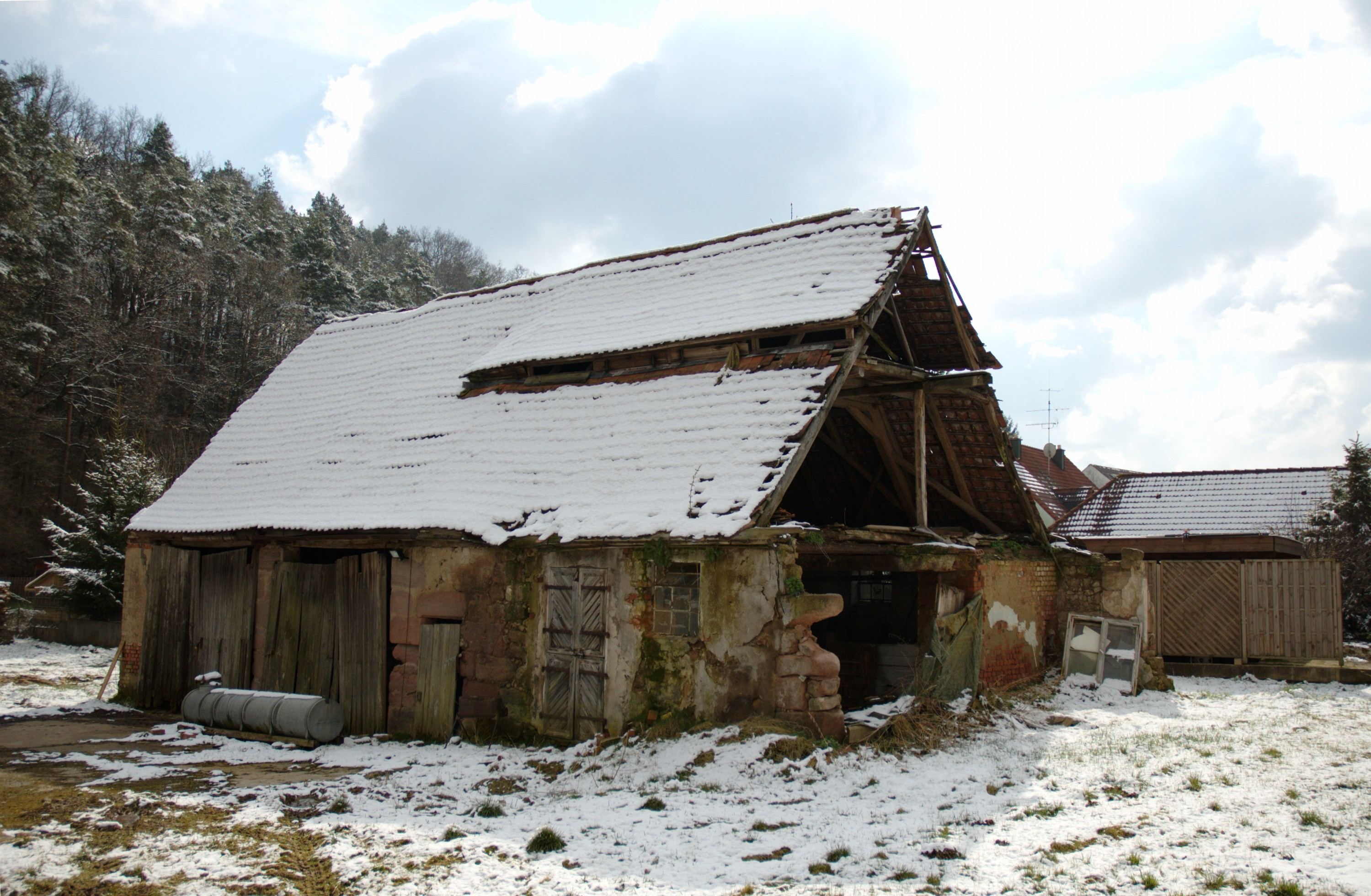
Alte Scheune